# Rhizotrogus pallidipennis
Rhizotrogus pallidipennis es una especie de coleóptero de la familia Scarabaeidae.

## Distribución geográfica
Habita en la España peninsular, Baleares, Pantelleria y el Magreb.